# Yarden Gerbi
Yarden Gerbi –en hebreo, ירדן ג'רבי, pronunciado Yarden Yerbi– (Kfar Saba, 8 de julio de 1989) es una deportista israelí que compitió en judo.
Participó en los Juegos Olímpicos de Río de Janeiro 2016, obteniendo una medalla de bronce en la categoría de –63 kg. En los Juegos Europeos de Bakú 2015 consiguió una medalla de bronce en la categoría de –63 kg.
Ganó dos medallas en el Campeonato Mundial de Judo, oro en 2013 y plata en 2014, y tres medallas en el Campeonato Europeo de Judo entre los años 2012 y 2015.

## Carrera deportiva
Comenzó a practicar judo a los seis años, entrenando en el club Meditav de la ciudad de Netanya.
En el Mundial de 2013 obtuvo la medalla de oro en la categoría –63 kg, al ganar la final contra la judoka francesa Clarisse Agbegnenou. Consiguió una medalla de bronce en los Juegos Olímpicos de Río de Janeiro 2016, también en los –63 kg, después de ganar los dos combates de repesca, contra Yang Junxia (China) y Miku Tashiro (Japón).
Se retiró de la competición en 2017. Posteriormente, estudió Economía y Gestión en la Universidad Abierta de Israel.

## Palmarés internacional
| Juegos Olímpicos   | Juegos Olímpicos        | Juegos Olímpicos  | Juegos Olímpicos |
| Año                | Lugar                   | Medalla           | Categoría        |
| ------------------ | ----------------------- | ----------------- | ---------------- |
| 2016               | Río de Janeiro (Brasil) | Medalla de bronce | –63 kg           |
| Campeonato Mundial |                         |                   |                  |
| Año                | Lugar                   | Medalla           | Categoría        |
| 2013               | Río de Janeiro (Brasil) | Medalla de oro    | –63 kg           |
| 2014               | Cheliábinsk (Rusia)     | Medalla de plata  | –63 kg           |
| Juegos Europeos    |                         |                   |                  |
| Año                | Lugar                   | Medalla           | Categoría        |
| 2015               | Bakú (Azerbaiyán)       | Medalla de bronce | –63 kg           |
| Campeonato Europeo |                         |                   |                  |
| Año                | Lugar                   | Medalla           | Categoría        |
| 2012               | Cheliábinsk (Rusia)     | Medalla de plata  | –63 kg           |
| 2013               | Budapest (Hungría)      | Medalla de bronce | –63 kg           |
| 2015               | Bakú (Azerbaiyán)       | Medalla de bronce | –63 kg           |